# Џером Дејвид Селинџер
Џером Дејвид Селинџер (енгл. Jerome David Salinger; Њујорк 1. јануар 1919 — Њу Хемпшир, 27. јануар 2010) био је амерички романописац и приповедач. Објавио је један роман и неколико збирки приповедака између 1948. и 1959. године. Његово најпознатије дело је „Ловац у житу“, а књига се може наћи и под насловом „Ловац у ражи“.

## Биографија
Џ. Д. Селинџер је рођен на Менхетну (Њујорк), где је и одрастао и почео да се бави писањем кратких прича, док је још увек био у средњој школи. Неколико је објављено у часопису Прича.
Селинџер је био син успешног Јеврејина, који се бавио увозом сира. Мајка му је била шкотско-ирског порекла. У детињству су га звали Сони. Након основног школовања, послат је у војну академију Вели Форџ, где је боравио од 1934. до 1936. године. Током 1937. године боравио је пет месеци у Европи. Од 1937. до 1938. године студирао је на колеџу „Урсинус“ и Универзитету у Њујорку. Прва права љубав била му је Уна О’Нил, с којом се редовно дописивао, и био је изненађен кад се удала за Чарлија Чаплина, који је био много старији од ње.
Током Другог светског рата суделовао је у разним биткама, чак и у инвазији на Нормандију. Његови саборци описали су га као храброг и истинског хероја. Током првих месеци у Европи успевао је да се бави писањем, а у Паризу је чак и упознао Ернеста Хемингвеја.
Године 1945, оженио се француском лекарком Силвијом, од које се брзо развео, па се 1955. године поново оженио — овог пута је изабраница његовог срца била Клер Даглас. И тај брак је завршен разводом 1967. године, кад се Селинџер потпуно повукао у свој властити свет.
Селинџер је често патио од стреса, и с годинама се све више повлачио у себе. О свом најпознатијем лику, Холдену, често је говорио као о пријатељу.
С времена на време су се јављале гласине да ће Селинџер објавити још који роман, но то се никад није догодило. Најпознатија дела су му: „Ловац у ражи“, „За Есме“, „Високо подигните кровну греду, тесари“, „Симор: увод“, „Френи и Зуи“.

## Ловац у житу
Роман „Ловац у ражи“ (1951) говори о младом бунтовнику под именом Холден Колфилд и његовим занимљивим доживљајима у Њујорку. У време објављивања књиге, али и касније, Холден Колфилд је постао готово митска личност у Америци, али и широм света. Књига је и данас популарна, а штампана је у преко стотину издања и у око десет милиона примерака.

## За Есме (девет прича)
Књига „За Есме“ је објављена 1953. године.
У причама писац обрађује рано сазрелу децу 1950-их година. Деца су помућена и збуњена, а њихова осетљивост је у сукобу са празним и материјалистичким светом одраслих.
У књизи се налази девет прича:
- Перфектан дан за банане-рибе
- Ујка Вигли у Конектикату
- Пре почетка рата са Ескимима
- Човек који се смеје
- Доле код чамца
- За Есме – С љубављу и мучнином
- Лепа уста и зелене ми очи
- Плави период
- Теди

## Френи
Новела објављена 1955. године а бави се судбином седморо деце породице Глас.

## Високо подигните кровну греду, тесари
Новела „Високо подигните кровну греду, тесари“ објављена је 1955. године.

## Зуи
„Зуи“ је објављена 1957. године и наставак је новеле „Френи“.
У очајању због свог окружења, јунакиња ове љубавне приче доживљава нервни слом, повлачи се у себе, тежећи да успостави везу са својим бићем и постигне просветљење.

## Симор: увод
И ова четврта Селинџерова новела, као и претходне, бави се децом породице Глас.
Књига је објављена 1959. године и после тога Селинџер се веома ретко појављивао у јавности и није објављивао нова дела.

## Списак радова

### Књиге
- The Catcher in the Rye (1951)
- Nine Stories (1953)
  - "A Perfect Day for Bananafish" (1948)
  - "Uncle Wiggily in Connecticut" (1948)
  - "Just Before the War with the Eskimos" (1948)[4]
  - "The Laughing Man" (1949)[5]
  - "Down at the Dinghy" (1949)[5]
  - "For Esmé—with Love and Squalor" (1950)
  - "Pretty Mouth and Green My Eyes" (1951)[6]
  - "De Daumier-Smith's Blue Period" (1952)[7]
  - "Teddy" (1953)[7]
- Franny and Zooey (1961), reworked from "Ivanoff, the Terrible" (1956)[8]
  - "Franny" (1955)
  - "Zooey" (1957)[9]
- Raise High the Roof Beam, Carpenters and Seymour: An Introduction (1963)
  - "Raise High the Roof-Beam, Carpenters" (1955)
  - "Seymour: An Introduction" (1959)[10]
- Three Early Stories (2014)
  - "The Young Folks" (1940)
  - "Go See Eddie" (1940)
  - "Once a Week Won't Kill You" (1944)

### Објављене приче
- "The Hang of It" (1941, republished in The Kit Book for Soldiers, Sailors and Marines, 1943)
- "The Heart of a Broken Story" (1941)
- "Personal Notes of an Infantryman" (1942)
- "The Long Debut of Lois Taggett" (1942, republished in Stories: The Fiction of the Forties, ed. Whit Burnett, 1949)
- "The Varioni Brothers" (1943)
- "Both Parties Concerned" (1944)
- "Soft-Boiled Sergeant" (1944)
- "Last Day of the Last Furlough" (1944)
- "Elaine" (1945)
- "The Stranger" (1945)
- "I'm Crazy" (1945)
- "A Boy in France" (1945, republished in Post Stories 1942–45, ed. Ben Hibbs, 1946 and July/August 2010 issue of Saturday Evening Post magazine), reworked from "What Babe Saw, or Ooh-La-La!" (1944)
- "This Sandwich Has No Mayonnaise" (1945, republished in The Armchair Esquire, ed. L. Rust Hills, 1959)
- "Slight Rebellion off Madison" (1946, republished in Wonderful Town: New York Stories from The New Yorker, ed. David Remnick, 2000)
- "A Young Girl in 1941 with No Waist at All" (1947)
- "The Inverted Forest" (1947)
- "Blue Melody" (1948)
- "A Girl I Knew" (1948, republished in Best American Short Stories 1949, ed. Martha Foley, 1949)
- "Hapworth 16, 1924" (1965)

### Необјављене приче
- "The Survivors" (1939)
- "The long hotel story" (1940)
- "The Fishermen" (1941)
- "Lunch for Three" (1941)
- "I Went to School with Adolf Hitler" (1941)
- "Monologue for a Watery Highball" (1941)
- "The Lovely Dead Girl at Table Six" (1941)
- "Mrs. Hincher" (1942), also known as "Paula"
- "The Kissless Life of Reilly" (1942)
- "The Last and Best of the Peter Pans" (1942)
- "Holden On the Bus" (1942)
- "Men Without Hemingway" (1942)
- "Over the Sea Let’s Go, Twentieth Century Fox" (1942)
- "The Broken Children" (1943)
- "Paris" (1943)
- "Rex Passard on the Planet Mars" (1943)
- "Bitsey" (1943)
- "What Got Into Curtis in the Woodshed" (1944)
- "The Children's Echelon" (1944), also known as "Total War Diary"
- "Boy Standing in Tennessee" (1944)
- "The Magic Foxhole" (1944)
- "Two Lonely Men" (1944)
- "A Young Man in a Stuffed Shirt" (1944)
- "The Daughter of the Late, Great Man" (1945)
- "The Ocean Full of Bowling Balls" (1947)
- "Birthday Boy" (1946), also known as "The Male Goodbye"[11]
- "The Boy in the People Shooting Hat" (1948)
- "A Summer Accident" (1949)
- "Requiem for the Phantom of the Opera" (1950)